# 司馬玄
司馬玄（？—367年），东晋宗室，彭城穆王司马权玄孙，彭城元王司马植曾孙，彭城康王司马释之孙，彭城王司马纮长子。
建兴末年，晋元帝承制，以司马纮为高密王司马据之后嗣。其后司马纮归本宗，立司馬玄的弟弟司馬俊为高密王。咸康八年（342年）八月司马纮去世，司马玄袭封彭城王（治今江苏省徐州市）。庚戌制不得藏户，司马玄匿五户，桓温上表弹劾司马玄犯禁，收付廷尉。既而赦免，官至中书侍郎。太和二年（367年）十月乙巳，司馬玄去世。子司馬弘之嗣位。
| 前任： 司马纮 | 晋朝彭城王 343年－367年 | 繼任： 司馬弘之 |